# Vladimír Šteigl
Vladimír Šteigl (uváděný i jako Vladimir Steigl), (6. června 1925 – 9. ledna 1994) byl český fotbalista, útočník.

## Fotbalová kariéra
V československé lize hrál za Slovenu Žilina a Armaturku Ústí nad Labem. Dal 14 ligových gólů. Ve francouzské lize hrál za Stade Rennais FC, nastoupil ve 24 ligových utkáních a dal 6 gólů. Dále hrál i za tým SK Čechie Smíchov.

## Ligová bilance
| Ročník                                     | Zápasy | Góly | Klub                     |
| ------------------------------------------ | ------ | ---- | ------------------------ |
| Ligue 1 1946/47                            | 24     | 6    | Stade Rennais FC         |
| Celostátní československé mistrovství 1950 | -      | 4    | Slovena Žilina           |
| Mistrovství československé republiky 1951  | -      | 8    | Slovena Žilina           |
| Mistrovství československé republiky 1952  | -      | 2    | Armaturka Ústí nad Labem |
| CELKEM 1. československá liga              | -      | 16   |                          |